# Стари завет
Стари завет (оригинално: Свето писмо Старога завјета) јесте хришћански назив за збирку светих списа који претходе Исусу Христу у Новом завету. Јевреји га називају Танах. Састоји се од књига закона, историје, пророчанстава и песама. За хришћане, Стари завет чини први део Светог писма (други део чини Нови завет). Временом је хришћански Стари завет стекао извесне разлике у односу на јеврејски Танах.
За јудаизам, збирка светих књига Танаха на хебрејском језику је уобличена још у 5. веку п. н. е. Рана хришћанска црква користила је грчки превод из 2. века п. н. е, који је укључивао и списе којих нема у јеврејском канону. Јероним је сумњао у аутентичност тих књига, али су оне тек протестантском реформацијом одвојене од Старог завета. Православни и римокатолици их зову девтероканонским, а протестанти апокрифним књигама.

## Књиге старог завета

### Хебрејски канон
Стари завет Библије се на хебрејском зове Танах. Године 424. п. н. е. Јевреји усвајају следећих тридесет и пет књига Танаха, подељених у три целине:
Закон (хеб. Тора) чине следеће књиге:
- Постање (хеб. Берешит)
- Излазак (хеб. Шемот)
- Левитска (хеб. Вајикра)
- Бројеви (хеб. Бамидбар)
- Поновљени закони (хеб. Деварим)

Пророци (хеб. Невиим) чине следећу скупину књига:
- Исус Навин (хеб. Јехошуа)
- Судије (хеб. Шофтим)
- Књига о Рути
- Самуило (хеб. Шемуел)
- Цареви (хеб. Мелахим)
- Исаија (хеб. Јешаајаху)
- Јеремија (хеб. Јирмејаху)
- Језикиљ (хеб. Јехезкел)
- Осија (хеб. Хошеа)
- Јоил (хеб. Јоел)
- Амос
- Авдија (хеб. Овадја)
- Јона
- Михеј (хеб. Миха)
- Наум (хеб. Нахум)
- Авакум (хеб. Хавакук)
- Софонија (хеб. Цефања)
- Агеј (хеб. Хагај)
- Захарија (хеб. Зехарја)
- Малахија (хеб. Малахи)

Списи (хеб. Кетувим) чине следећу скупину књига:
- Псалми (хеб. Техилим)Псалтир из 1881. године
- Јов
- Приче Соломонове (хеб. Мишле Шеломо)
- Рута (хеб. Рут)
- Песма над песмама (хеб. Шир хаширим)
- Проповедник (хеб. Кохелет)
- Плач Јеремијин (хеб. Еиха)
- Јестира (хеб. Естер)
- Данило (хеб. Данијел)
- Јездра и Немија (хеб. Јездра у Нехемја)
- Дневници (хеб. Дивре хајамим)

Име прве групе (”Тора”) почиње словом Т, друге (”Невиим”) словом Н, а треће (Кетувим”) словом К. У хебрејском језику се за скраћенице додаје слово ”а” између сугласника и тако добијамо реч ТаНаХ (слово ”к” на крају речи постаје ”х”).
Многи научници међутим сматрају да је канонизација Танаха потпуно завршена тек око 90/100. године од стране јеврејског синода у граду Јавне (лат. Jamnia) на обали Средоземног мора.

### Хришћански канон
Средином 3. века п. н. е. се ради превод хебрејског Танаха на грчки језик, који се још зове „Септуагинта”. Према предању, на преводу светих списа је радило 70 јеврејских учењака окупљених у Александрији по заповести египатског цара Птолемеја II Филаделфа.
Неколико векова касније, 405. године, завршен је превод Старог завета са грчког на латински језик, који се зове Вулгата. Углавном од Вулгате настају словенски преводи, као и преводи на скоро све светске језике.
У односу на јеврејски канон Старог завета, овај преведени Стари завет на грчки, а са њим и латински и словенски, разликују се у броју књига. Осим оних књига које постоје у јеврејском Танаху, хришћански Стари завет има и следеће књиге:
- Друга књига Јездрина
- Трећа књига Јездрина
- Књига о Товиту
- Књига о Јудити
- Премудрости Соломонове
- Премудрости Исуса сина Сирахова
- Посланица Јеремијина (у Вулгати ова књига је заправо шеста глава књиге пророка Варуха)
- Књига пророка Варуха
- Прва књига Макавејска
- Друга књига Макавејска
- Трећа књига Макавејска
- Четврта књига Макавејска

У хришћанству постоје два различита мишљења, и то још од првих дана, које су књиге Старог завета канонске, односно које су надахнуте од стране Бога. Према једном мишљењу, само тридесет и пет јеврејских књига чине Стари завет. По другом мишљењу, светим књигама се сматрају и неке горе наведене, којих нема у јеврејском Старом завету. Може се рећи да православно и католичко хришћанство више прате шири канон, док протестантско хришћанство више цени јеврејски канон.
Православно хришћанство у Стари завет убраја педесет књига. Католичко хришћанство коначном одлуком од 1563. године, у Стари завет убраја четрдесет и седам књига. Протестантско хришћанство од 1643. године у Стари завет убраја само тридесет и пет, као и Јевреји.

### Књига постања
Књига постања садржи приповести о стварању света, еденском врту, прародитељском греху, великом потопу и историју старозаветних патријарха.
Књига постања почиње описом стварања света “У почетку створи Бог небо и земљу” (1. Мој.1;1). Бог је створио свет ни из чега, јер пре стварања света ничега није било осим Бога, који је вечан. Име првог човека беше Адам (што значи од земље начињен). Затим је од ребра Адамовог створена и прва жена Ева (мати свих људи). Први људи су живели са Богом у рајском врту Еден, у изобиљу, љубави и доброти. Хранили су се плодовима дрвећа које је расло у Рају, и кога је било у изобиљу. Најважније од свих било је дрво живота, чији су их плодови чували од болести и смрти. Одмах поред дрвета живота расло је дрво познања добра и зла. Бог им је строго забранио да једу плодове овога дрвета.
Пошто је ђаво завидео људима на њиховој срећи одлучио је да их наведе на грех и тако одвоји од Бога. Он уђе у змију, и послуживши се лукавством убеди Еву да проба плод са дрвета познања добра и зла. Затим она послужи Адама, те и он поједе забрањени плод. То је био први људски грех, којим су погазили заповест, и изазвали Божју казну, протеривање из Раја. Бог још прокле Еву да ће с муком рађати децу. Адаму Бог рече: “Са знојем лица својега јешћеш хлеб, докле, се не вратиш у земљу из које си узет; јер си прах и у прах ћеш се вратити” (1 Мој. 3,19). Адам и Ева су имали два сина један је био ратар и звао Каин, а други је био пастир и звао се Авељ. Каин је био лош и неправедан, док је Авељ био добар и праведан. Једнога дана Каин уби брата Авеља. Овим се настави ширење греха међу људима. Адам и Ева тако изгубише оба сина, да би их утешио Бог им даде трећег сина, Сета, који је био добар као Авељ. После њега имали су још много деце. Ситови потомци су били добри, али су се намножили и Каинови потомци који су били рђави. И рђави искварише добре.
Људи су бивали све гори и гори, и одлучи Бог да пусти потоп на земљу и тако подави све живо на њој. Своју намеру је саопштио побожном Ноју, на кога се смиловао. Тада рече Бог Ноју да сагради дрвени брод, познат као Нојева барка, и да на њега, поред своје жене и деце укрца од сваке врсте животиња по пар, и да спреми довољно хране за све. Потом Бог пусти велику воду те се подави све живо на земљи изузев онога што се укрца на Нојеву барку. После потопа, када се вода повукла, искрца се Ноје на земљу, и принесе Богу жртву, из захвалности на доброти коју му је Бог указао. Тада Бог обећа да неће више правити потоп. Нојево потомство се множило, и настало је много народа који се раширише по читавој земљи. Но, како је време пролазило људи су поново бивали све гори и гори.
Клањали су се разним лажним боговима и заборавили на једног Бога. Али у мору незнабожаца живео је и побожни Авраам (такође Абрахам, Ибрахим) који је сачувао веру у једнога Бога. Да би се сачувала вера Бог одлучи да Авраама одвоји од његове средине, која беше незнабожачка. Бог се јави Авраму и рече му: “иди из земље своје и од рода својега и из дома оца својега у земљу коју ћу ти ја показати. И учинићу од тебе велик народ и благословићу те” (1 Мој 12;1,2). Абрахам је пошао на пут са својом женом Саром и синовцем Лотом. Настанио се у земљи Ханану, која беше плодна и лепа. Пошто је Бог волео Аврама подарио му је сина, Исака. Исак је имао сина Јакова. Јаков је имао дванаест синова, од којих је касније настало дванаест племена израиљских. Јосифа, једног од синова Јаковљевих браћа су из зависти и мржње продала у Египат, али он би спасен од Бога.

### Књига Изласка
После смрти Јосифове његови потомци су били много мучени у Египту. Тада се Бог јави Мојсију, на брду Хориву, у облику пламена из купине, и рече му да изведе Јевреје из Египта. Фараон није то дозволио, али Мојсије учини многа чуда, и тако успе да изведе народ из Египта. Путовање Јевреја у обећану земљу трајало је четрдесет година. Ишли су преко пустиње, хранили се маном, чудесном храном са неба, захваљујући којој никада нису осећали глад. Бог је Мојсију, на гори Синају, предао Десет заповести, које гласе:
1. Ја сам Господ Бог твој; немој имати других Богова осим Мене.
2. Не прави себи идола нити каква лика; немој им се клањати нити им служити.
3. Не узимај узалуд имена Господа Бога свог.
4. Сећај се дана одмора да га светкујеш; шест дана ради и обави све послове, а седми дан је одмор Господу Богу твоме.
5. Поштуј оца и матер своју, да ти добро буде и да дуго поживиш на земљи.
6. Не убиј.
7. Не чини прељубе.
8. Не укради.
9. Не сведочи лажно на ближњега свога.
10. Не пожели ништа што је туђе.

### Пророци
Осим Мојсија Јевреје су кроз цео Старозаветни период и други пророци учили закону Божјем. Најпознатији цареви су: Давид и Соломон, Илија, Исаија, Јеремија, Језекиљ, Данило, Амос, Осија и Малахија. Пророци су били побожни људи, које је Бог бирао да би преко њих јављао људима своју вољу. Они су опомињали цареве и народ да се поправе и покају за своје грехе, и говорили им каква ће их казна стићи ако их не послушају. Нису се бојали да кажу истину у очи и самим злим царевима, као и другим људима и због тога су често страдали, били гоњени, мучени и убијани. Сви су се они трудили да олакшају народу живот под многим недаћама, тешећи га, одржавајући у њему веру у долазак Спаситеља света (којег су хришћани касније препознали у Исусу Христу).

## Однос Старог и Новог завета
Хришћани верују да Исусово учење изложено у Новом завету представља испуњење Старог завета. То веровање темеље на Исусовим речима: „Не мислите да сам ја дошао да покварим закон или пророке: нисам дошао да покварим, него да испуним.”
Хришћани верују да је Исус Христос „... посредник бољега завјета, који се на бољијем обећањима утврди.”